# Station Zuiko Yonchome
Station Zuiko Yonchome (瑞光四丁目駅, Zuikō Yonchōme-eki) is een metrostation in de wijk Higashi-Yodogawa-ku in Osaka, Japan. Het wordt aangedaan door de Imazatosuji-lijn. Het station bedient voornamelijk de Economische Universiteit Osaka.

## Treindienst

### Imazatosuji-lijn(stationsnummer I12)
| 1 | ■ Imazatosuji-lijn | richting Taishibashi-Imaichi, Gamō Yonchōme, Midoribashi en Imazato |
| 2 | ■ Imazatosuji-lijn | richting Itakano                                                    |

## Geschiedenis
Het station werd in december 2006 geopend.

## Overig openbaar vervoer
Bussen 37, 37A en 93

## Stationsomgeving
- Economische Universiteit Osaka
- FamilyMart
- Eguchi-kasteel
- Jūsō Shinyō Bank

Itakano · Zuikō Yonchōme · Daidō-Toyosato · Taishibashi-Imaichi · Shimizu · Shimmori-Furuichi · Sekime-Seiiku · Gamō Yonchōme · Shigino · Midoribashi · Imazato